# Hootie & the Blowfish
Hootie & the Blowfish é uma banda estadunidense de pop-rock, originalmente formada na  Universidade da Carolina do Sul por Darius Rucker, Dean Felber, Jim "Soni" Sonefeld e Mark Bryan. A banda gravou ao todo sete álbuns de estúdio. O primeiro álbum da banda, Cracked Rear View, fez enorme sucesso, ganhando disco platina 16 vezes.

## Discografia

### EPs
- 1992 - Time
- 1993 - Kootchypop

### Álbuns
- 1994 - Cracked Rear View
- 1996 - Fairweather Johnson
- 1998 - Musical Chairs
- 2002 - Darius Rucker - Back To Then
- 2003 - Hootie & the Blowfish
- 2005 - Looking for Lucky
- 2008 - Darius Rucker - Learn to Live
- 2013 - Darius Rucker - True Believers
- 2019 - Imperfect Circle

#### Outros lançamentos
- 1991 - Hootie and the Blowfish (demo)
- 2000 - Scattered, Smothered and Covered
- 2004 - The Best of Hootie & the Blowfish: 1993-2003
- 2006 - Live in Charleston

### Singles
| Ano  | Título                 | Posição    | Posição              | Posição            | Posição            | Posição               | Posição         | Álbum                                        |
| Ano  | Título                 | US Hot 100 | US Top 40 Mainstream | US Radio & Records | US Mainstream Rock | US Adult Contemporary | US Adult Top 40 | Álbum                                        |
| 1994 | Hold My Hand           | #10        | #2                   | #2                 | #4                 | #6                    | -               | Cracked Rear View                            |
| 1995 | Let Her Cry            | #9         | #2                   | #1                 | #9                 | #6                    | -               | Cracked Rear View                            |
| 1995 | Only Wanna Be With You | #6         | #1                   | #1                 | #2                 | #3                    | #2              | Cracked Rear View                            |
| 1995 | Time                   | #14        | #12                  | #4                 | #26                | #4                    | #1              | Cracked Rear View                            |
| 1995 | Drowning               | -          | -                    | -                  | #21                | -                     | -               | Cracked Rear View                            |
| 1995 | Hey Hey What Can I Do  | -          | -                    | -                  | #15                | -                     | -               | Encomium: a Tribute to Led Zeppelin          |
| 1996 | Old Man & Me           | #13        | -                    | #5                 | #6                 | #18                   | #4              | Fairweather Johnson                          |
| 1996 | Tucker's Town          | #38        | -                    | #9                 | #29                | #24                   | #12             | Fairweather Johnson                          |
| 1996 | Sad Caper              | -          | -                    | #23                | -                  | -                     | #26             | Fairweather Johnson                          |
| 1997 | I Go Blind             | -          | #17                  | #24                | -                  | #22                   | #3              | Friends Soundtrack                           |
| 1998 | I Will Wait            | -          | #16                  | #12                | -                  | #28                   | #2              | Musical Chairs                               |
| 1999 | Only Lonely            | -          | -                    | #51                | -                  | #29                   | #25             | Musical Chairs                               |
| 2003 | Innocence              | -          | -                    | -                  | -                  | #25                   | #24             | Hootie & the Blowfish                        |
| 2003 | Goodbye Girl           | -          | -                    | -                  | -                  | #24                   | -               | The Best of Hootie & the Blowfish: 1993-2003 |
| 2005 | One Love               | -          | -                    | -                  | -                  | #5                    | #20             | Looking for Lucky                            |
| 2006 | Get Out Of My Mind     | -          | -                    | -                  | -                  | #17                   | #17             | Looking for Lucky                            |